# Андрий Парубий
Андрий Парубий (на украински: Андрій Парубій; * 31 януари 1971 г. в Червоноград) е украински политик. Председател на Върховната Рада на Украйна от 14 април 2016 г. Преди това е Секретар на Съвета за национална сигурност и отбрана, който оглавява след победата на украинската Революция на достойнството.

## Биография
Още преди ликвидирането на СССР е активен участник в движението за независимост на Украйна, през 1989 г. е арестуван за кратко време. През 1991 г. създава Социалнационалната партия на Украйна (СНПУ) заедно с Олех Тяхнибок. 1998 – 2003 Парубий е сред лидерите на парамилитарната организация „Патриот на Украйна“ – част от СНПУ. 2004 напуска партията, активно участва в Оранжевата революция. През 2007 г. става депутат от украинския парламент от президентската партия на Виктор Юшченко „Наша Украйна“. През 2012 г. отново е избран в парламента, но вече от партията „Отечество“ („Батьківщина“) на Юлия Тимошенко.
От декември 2013 г. до края на Революция на достойнството е главен комендант на Майдана, координира отрядите на самоотбраната (така наречените „Сотни“). По време на руската агресия в Крим през март 2014 г. е секретар на Съвета за национална сигурност и отбрана. През септември 2014 г. отново е избран в парламента от списъка на обединението „Народен Фронт“, а след като председателят на Върховната Рада Володимир Гройсман е назначен за премиер министър, Парубий е избран на негово място.
Активен на международно ниво, посещава с официални визити редица държави в Европа и Азия. Под ръководството на Парубий Върховната Рада два пъти гласува обръщение до главата на Вселенската патриаршия Вартоломей да признае независимостта на Украинска православна църква.
Женен, с дъщеря, семейството му живее в Лвов.